# Сень (Эн)
Сень (фр. Ceignes) — коммуна во Франции, находится в регионе Рона — Альпы. Департамент — Эн. Входит в состав кантона Изернор. Округ коммуны — Нантюа.
Код INSEE коммуны — 01067.

## География
Коммуна расположена приблизительно в 390 км к юго-востоку от Парижа, в 65 км северо-восточнее Лиона, в 23 км к юго-востоку от Бурк-ан-Бреса.

## Климат
Климат полуконтинентальный с холодной зимой и тёплым летом. Дожди бывают нечасто, в основном летом.

## Население
Население коммуны на 2010 год составляло 265 человек.
| 1962 | 1968 | 1975 | 1982 | 1990 | 1999 | 2010 |
| ---- | ---- | ---- | ---- | ---- | ---- | ---- |
| 131  | 124  | 114  | 136  | 160  | 229  | 265  |

## Администрация
| Период | Период | Фамилия       | Партия | Примечания |
| ------ | ------ | ------------- | ------ | ---------- |
| 1995   | 2001   | Ив Бросье     |        |            |
| 2001   | 2008   | Жан-Люк Перре |        |            |
| 2008   | 2014   | Ален Обёф     |        |            |

## Экономика
В 2010 году среди 170 человек трудоспособного возраста (15—64 лет) 129 были экономически активными, 41 — неактивной (показатель активности — 75,9 %, в 1999 году было 78,3 %). Из 129 активных жителей работали 129 человек (66 мужчин и 63 женщины), безработных не было. Среди 41 неактивных 14 человек были учениками или студентами, 10 — пенсионерами, 17 были неактивными по другим причинам.

## Достопримечательности
- Церковь Св. Лаврентия (XII век). Исторический памятник с 1943 года.[4]

## Фотогалерея

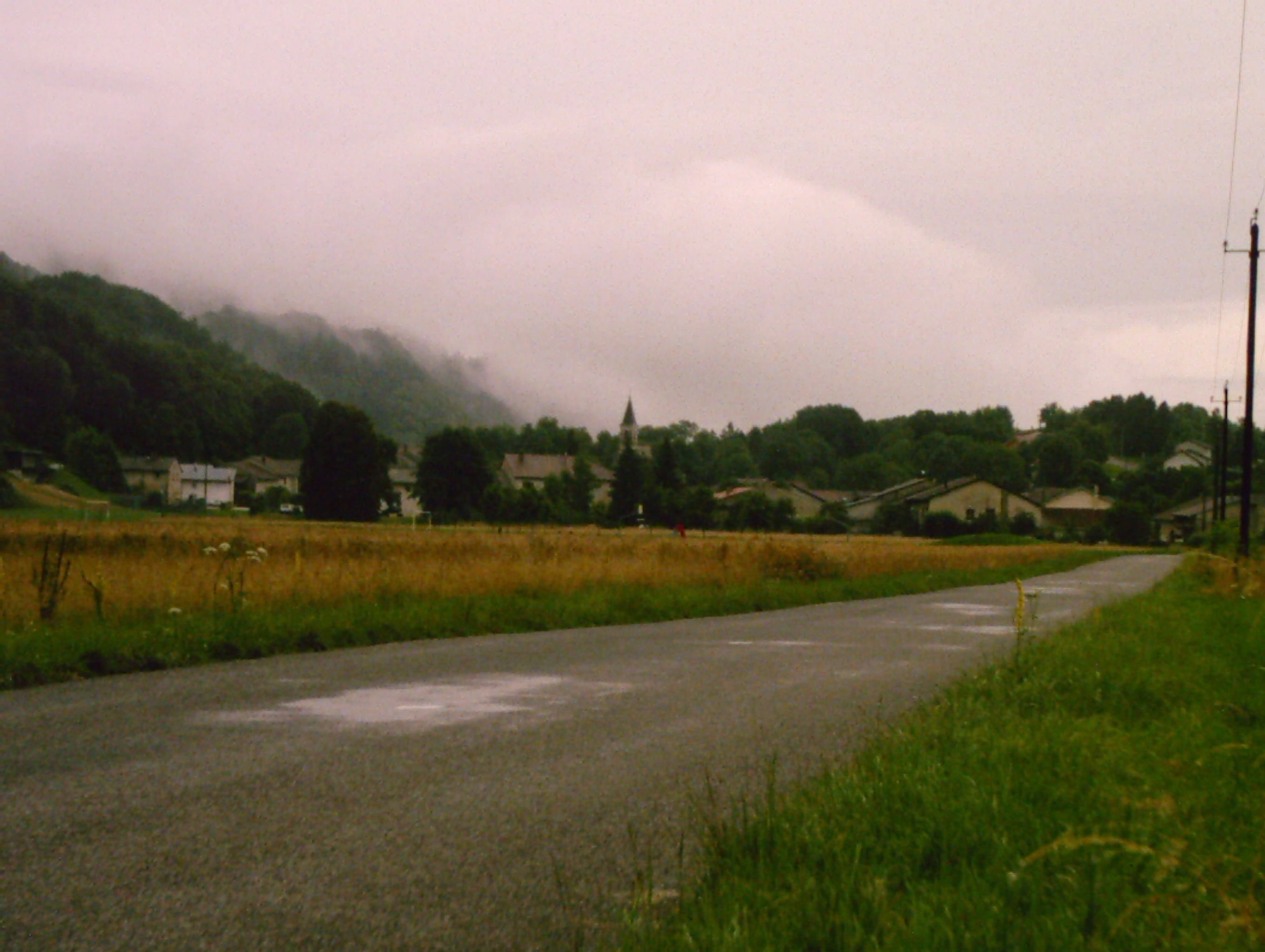
Сень
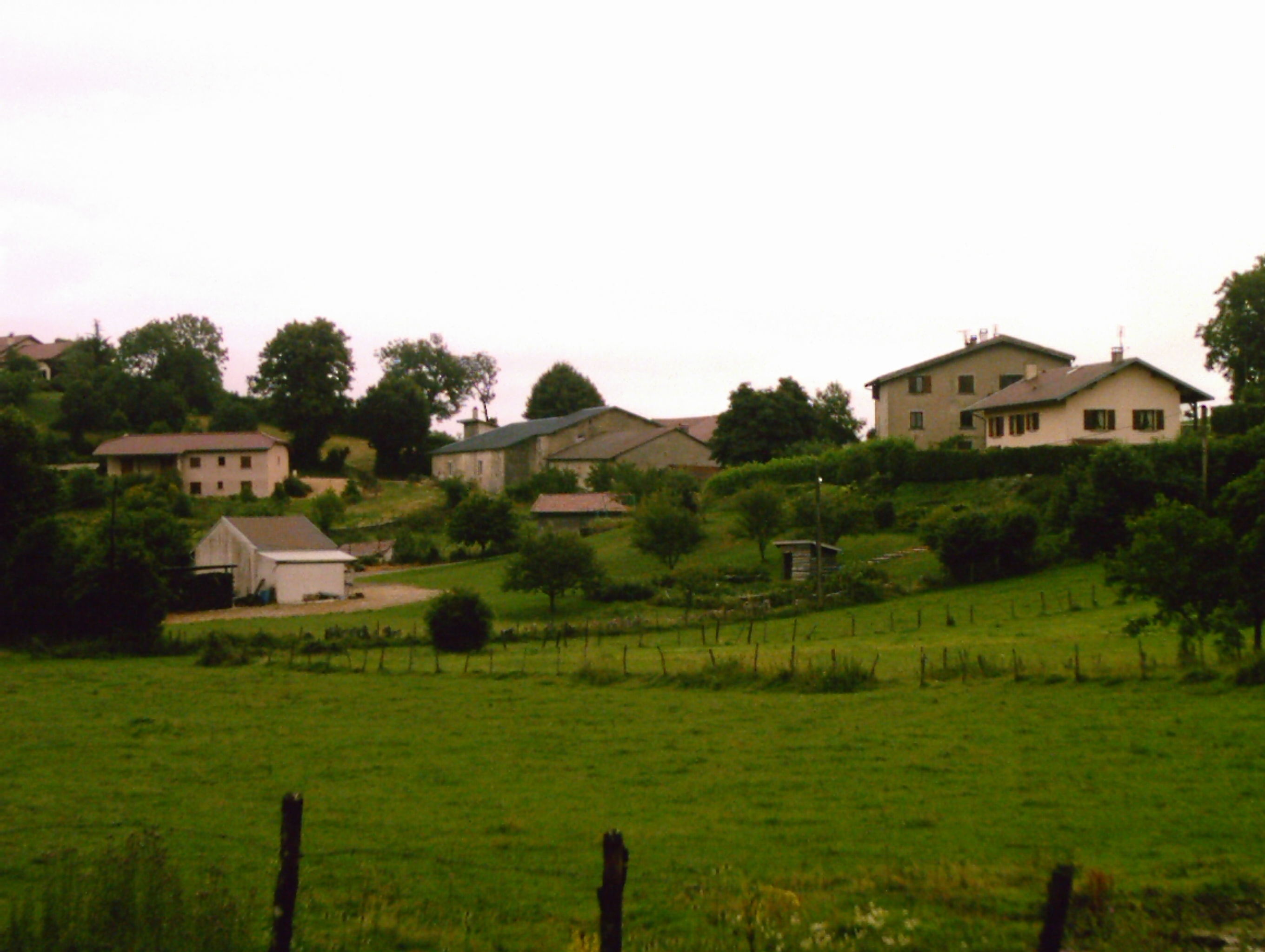
Деревня Этабль
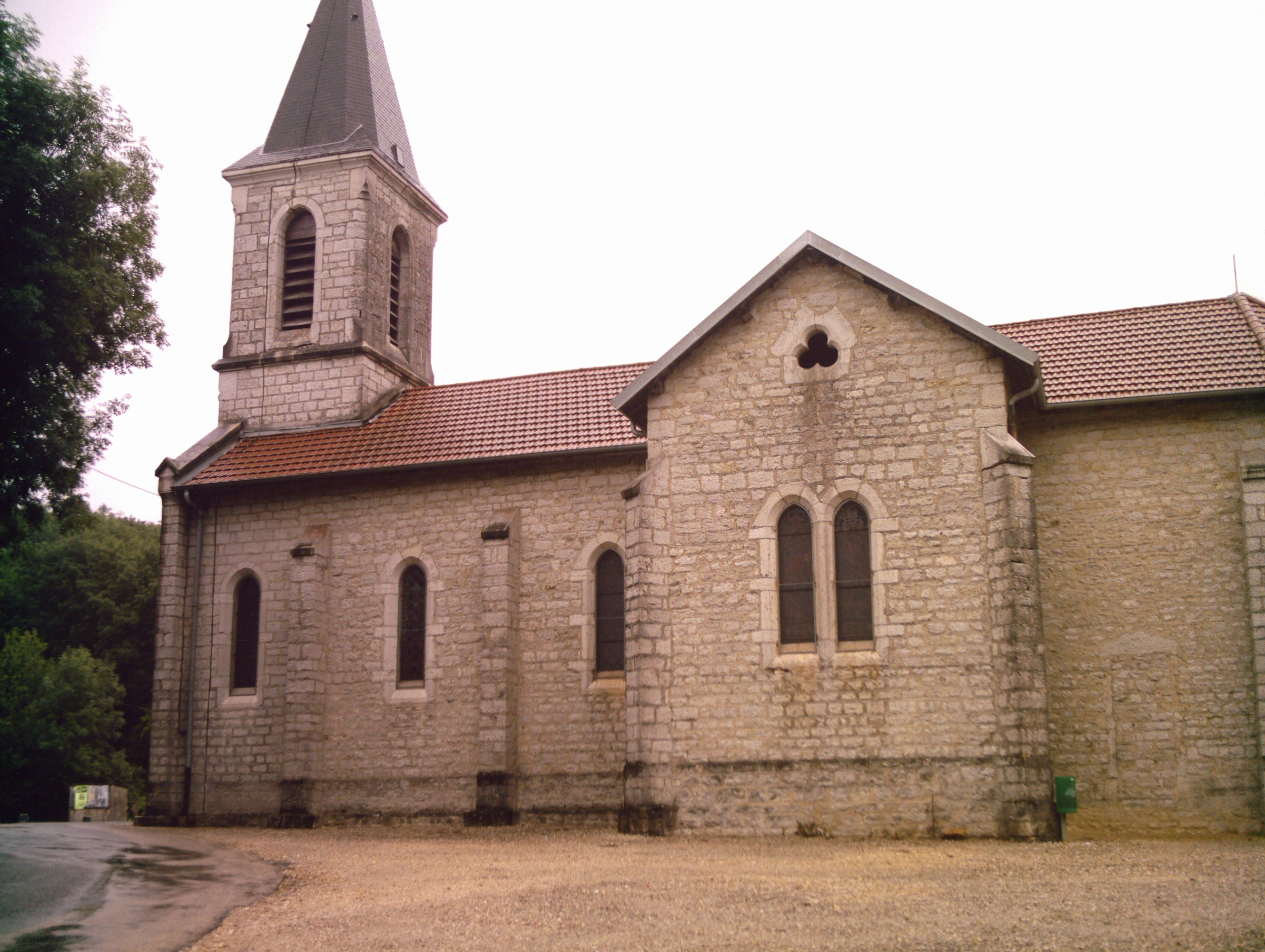
Церковь Св. Лаврентия
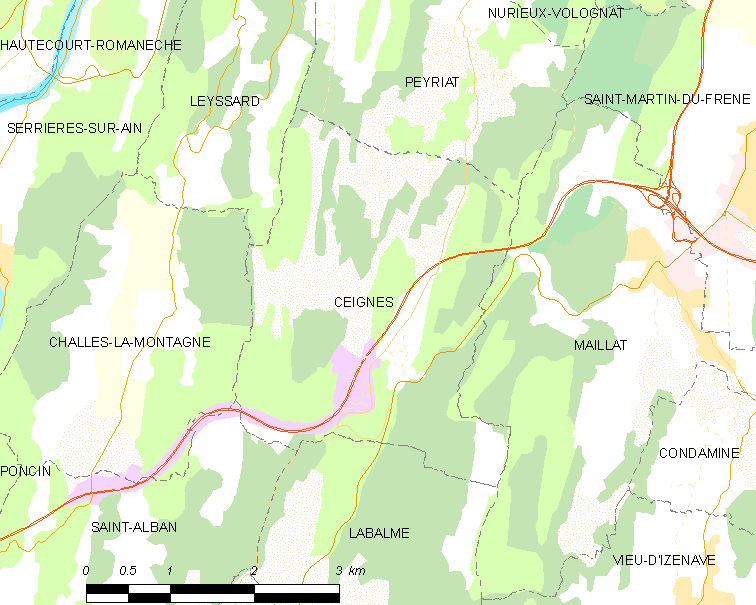
Карта коммуны